# Бадалян, Володя Арамаисович
Володя Арамаисович Бадалян (арм. Վլադիմիր Բադալյան, 12 мая 1948, Спитак — 30 июля 2024) — депутат парламента Армении.
- 1978—1983 — Ереванский политехнический институт. Инженер-строитель.
- 1966—1969 — рабочий, инженер-конструктор, затем главный технолог на Спитакском сахарном заводе.
- 1969—1981 — техник, старший мастер, главный инженер, затем начальник главного управления «Водоканала» Ленинского райисполкома Ергорсовета.
- 1981—1995 — инженер, начальник участка, заместитель директора, затем директор Ереванского завода химреактивов.
- 1995—1999 — председатель ОАО «Химреактив».
- 1990—1995 — депутат Верховного совета Армянской ССР. Член депутатской группы «Либерал-демократы».
- 1995—1999 — депутат парламента. Член постоянной комиссии по финансово-кредитным, бюджетным и экономическим вопросам. Член фракции «Республика».
- 1999—2003 — депутат парламента. Член постоянной комиссии по внешним сношениям. Руководитель депутатской группы «Аграрно-промышленное народное объединение».
- С 2001 — председатель «Союза агропромышленников и семеноводства», а с 2002 — сопредседатель общественной организации «Армянский труженик».
- 2003—2007 — вновь депутат парламента. Член постоянной комиссии по финансово-кредитным, бюджетным и экономическим вопросам. Беспартийный.
- 12 мая 2007 — избран депутатом парламента. Член постоянной комиссии по защите прав человека и общественным вопросам. Член партии «РПА».

## Награды
- Медаль Мхитара Гоша (14 сентября 2011 года) — по случаю 20-летия независимости Республики Армения, за активное участие в законотворческих процессах в стране, общественно-политической жизни и вклад в установление демократии[1]
- Орден Дружбы (Россия, 19 декабря 2014 года) — за большой вклад в укрепление дружбы и сотрудничества с Российской Федерацией, развитие межпарламентских и культурных связей[2]